# Johann Huwald

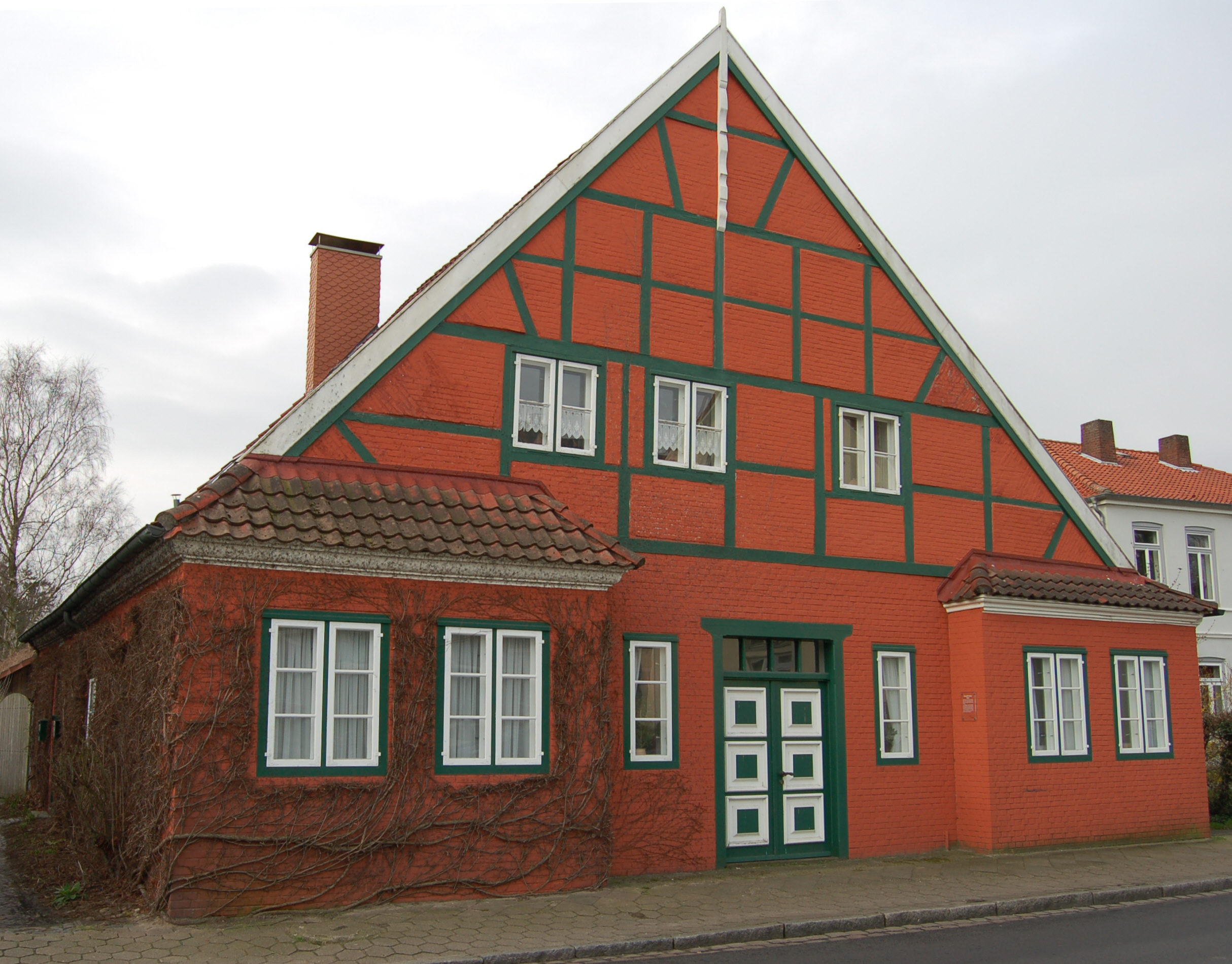
Johann Huwalds ehemaliges Wohnhaus in Uetersen, heute denkmalgeschützt

Johann Silvester Huwald (* 24. April 1791 in Waldshagen; † nach 1865 in Uetersen) war ein deutscher Autor und Advokat am Ober- und Landesgericht in Schleswig.

## Leben
Er war der Sohn von Friedrich Ascanius Huwald und dessen Frau Florentine (geb. Jappe) und besuchte die Schule in Kiel unter den Rektoren Danielsen, Eggert und Stubbe. Ab 1811 bis Ostern 1814 studierte er an der Christian-Albrechts-Universität in Kiel und von 1815 bis 1816 an der Georg-August-Universität in Göttingen. Danach wechselte er wieder an die Christian-Albrechts-Universität in Kiel und machte im September 1816 in Glückstadt sein Examen. Aufgrund einer Empfehlung von Emanuel Friedrich Hagemeister erhielt er eine Anstellung beim Klostersyndikus Heinrich Rost in Uetersen. Auf Veranlassung der Priörin Amalie von Gollowin wurde er ab dem 29. April 1817 Untergerichts-Advokat und ab dem 15. Dezember 1818 auch Notar. Huwald wurde am 18. September 1834 Stellvertreter für den 7. städtischen Wahldistrikt zur Holsteinischen Ständeversammlung. 1838 wurde er als Advokat zum Ober- und Landesgericht in Schleswig berufen. Huwald war ab 1835 Mitglied der Königlichen Schleswig-Holstein – lauenburgischen Gesellschaft für die Sammlung und Erhaltung vaterländischer Altertümer.
Johann Silvester Huwald verfasste mehrere Aufsätze, Bücher und Schriften über die Gewerbefreiheit und Gewerbeordnung sowie über die Mängel des Gerichtsverfahrens in Schleswig-Holstein. Für sein lithographisches Werk über die Uniformen der dänischen Armee erhielt er von Kaiser Nikolaus I. von Russland als besonderen Dank einen wertvollen Brillantring.

## Werke (Auswahl)
- Lithographisches Werk über die Uniformen der dänischen Armee (1833)
- Ueber die Gewerbefreiheit und Gewerbeordnung (Karl Aue, Altona 1834)
- Diverse Aufsätze über die Gewerbefreiheit im Kieler Correspondenzblatt (1833)
- Diverse Aufsätze über das Prohibitivsystem im Zollwesen im Itzehoer Wochenblatt (1836)
- Mehrere Aufsätze über die Mängel des Gerichtsverfahrens in Schleswig-Holstein im Wochenblatt für Uetersen (1865)
- Einige anonyme Aufsätze über das Zollwesen in Schleswig-Holstein in diversen Wochenblättern